# Seznam gradbeniških vsebin
To je seznam vsebin, povezanih z gradbeništvom.

## A
akvadukt -
armatura -
avtocesta -
avtocestni predor Karavanke -

## B
beton -

## C
cement -
cesta -

## D
dimnik -

## E
Eiffel, Gustave -
Eifflov stolp -

## F
Fakulteta za gradbeništvo in geodezijo v Ljubljani -
Fakulteta za gradbeništvo v Mariboru -

## G
grad -
gradbeništvo -
gradnja -

## H
hiša -

## K
koča -
koliba -
konstrukcija -

## M
marka betona -
most -
mineralna vlakna -
mineralna volna -

## N
načrt -

## O
obzidje -
okno -

## P
palača -
potres -
predor -
projekt-

## R
rušenje -

## S
seznam gradbeniških vsebin -
stolnica -
statika -
steklo -
stolp -
streha -

## T
teraco -
Trboveljski dimnik -

## V
viadukt -
viadukt Črni Kal -
viadukt Millau -

## Z
zgradba -
zid -
zidarstvo -

## Ž
železniški predor Karavanke -
železo -
železobeton -